# 劳伦·桑切斯

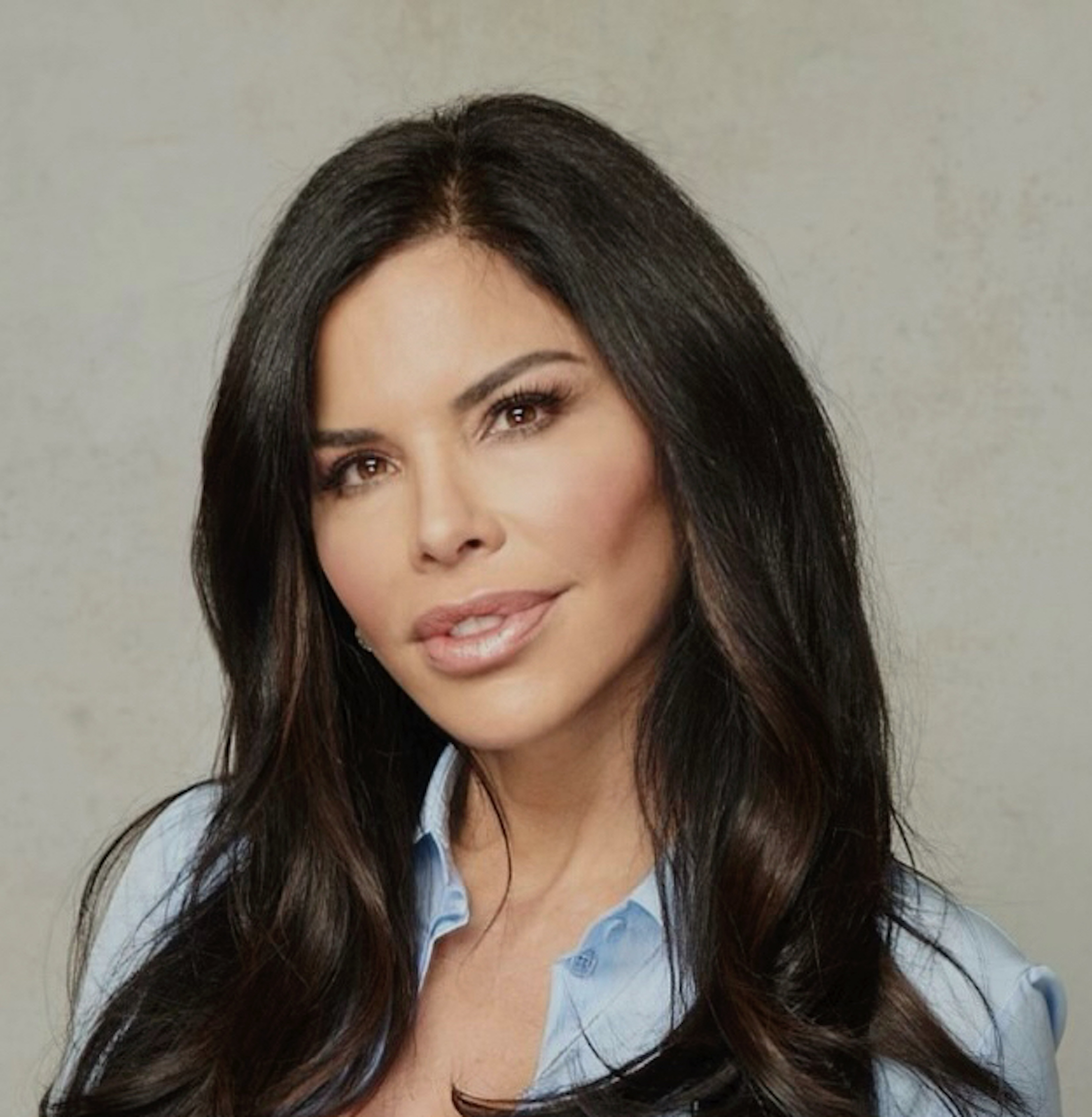
劳伦·桑切斯

劳伦·温迪·桑切斯·贝佐斯（Lauren Wendy Sánchez Bezos，1969年12月19日—）是一位美国前记者。她是一名持照飞行员，也是电影和制作公司Black Ops Aviation 的创始人。桑切斯曾担任观点节目的客座主持人。她还為賴瑞金現場寫過稿子。 
劳伦·桑切斯的父亲雷·桑切斯 (Ray Sánchez) 是一名飞行教练和机械师，母亲埃莉诺·桑切斯 (Eleanor Sánchez) 曾任洛杉矶副市长。 劳伦·桑切斯自称是“第三代墨西哥裔美国人”。 1987 年高中毕业后，桑切斯进入新墨西哥大学学习。后来，她搬到加利福尼亚州，在當地一所學校學習時，一位教授发现她学习出了點問題，後來桑切斯被確診患有失讀症。随后，她又在南加州大学学习传播学。 
2024年，桑切斯出版了她的首部儿童读物《飞向太空的苍蝇》（The Fly Who Flew to Space），该书很快就登上了紐約時報暢銷書榜。
2025年4月14日，桑切斯与凱蒂·佩芮、阿曼达·阮等人坐上蓝色起源新雪帕德火箭进行次軌道太空飛行。

## 个人生活
桑切斯的第一个儿子于2001年2月出生，這是她與托尼·冈萨雷斯一起生的孩子。 
2005年8月，她与好莱坞经纪人、奋进公司创始合伙人结婚。 他们的儿子于 2006年出生，女儿于2008年出生。 
2018年，桑切斯又出軌亞馬遜公司创始人杰夫·贝佐斯，当时两人均已结婚。   2019年4月，杰夫·贝佐斯与妻子瑪肯西·史考特离婚 。2019年10月，桑切斯与自己的丈夫离婚。桑切斯與杰夫·贝佐斯于2023年5月订婚，并于2025年6 月27日在威尼斯结婚。 